# Córka Ryana
Córka Ryana (ang. Ryan’s Daughter) – brytyjski melodramat z 1970 roku w reżyserii Davida Leana.

## Fabuła
Rok 1916, Kirray w Irlandii. Trwa I wojna światowa. Rosy, córka Thomasa Ryana –  właściciela gospody poślubia starszego o 15 lat wdowca, Charlesa Shaughnessy’ego. Kobieta jest rozczarowana dyspozycją seksualną męża. Kiedy dowództwo garnizonu wojskowego, kontrolowanego przez IRA przejmuje Brytyjczyk Randolph Doryan, Rosy zakochuje się w nim, ale zostaje napiętnowana, a w ich życie brutalnie wkracza polityka.

## Główne role
- Robert Mitchum – Charles Shaughnessy
- Trevor Howard – ojciec Collins
- Christopher Jones – Randolph Doryan
- John Mills – Michael
- Leo McKern – Thomas Ryan
- Sarah Miles – Rosy Ryan
- Barry Foster – Tim O’Leary
- Marie Kean – pani McCardle
- Arthur O’Sullivan – pan McCardle
- Evin Crowley – Maureen

## Nagrody i nominacje (wybrane)
Oscary za rok 1970
- Najlepszy aktor drugoplanowy – John Mills
- Najlepsze zdjęcia – Freddie Young
- Najlepsza aktorka – Sarah Miles (nominacja)
- Najlepszy dźwięk – Gordon K. McCallum, John Bramall (nominacja)

Złote Globy 1970
- Najlepszy aktor drugoplanowy – John Mills
- Najlepsza aktorka dramatyczna – Sarah Miles (nominacja)
- Najlepszy aktor drugoplanowy – Trevor Howard

BAFTA 1971
- Najlepszy film (nominacja)
- Najlepsza reżyseria – David Lean (nominacja)
- Najlepsza aktorka – Sarah Miles (nominacja)
- Najlepszy aktor drugoplanowy – John Mills (nominacja)
- Najlepsza aktorka drugoplanowa – Evin Crowley (nominacja)
- Najlepsze zdjęcia – Freddie Young
- Najlepsza scenografia – Stephen B. Grimes
- Najlepsze kostiumy – Jocelyn Rickards
- Najlepszy dźwięk – Winston Ryder, Gordon K. McCallum (nominacja)
- Najlepszy montaż – Norman Savage (nominacja)